# Буча (притока Звіздалі)
Буча (раніше також Бучанка, Осушанка) — річка в Україні, у Народицькому районі Житомирської області, права притока Звіздалі у басейні Прип'яті.

## Опис
Довжина річки 25 км, похил річки 1,7 м/км, площа басейну водозбору 115 км². Висота витоку річки над рівнем моря — 166 м; висота гирла над рівнем моря — 135 м; падіння річки — 31 м.

## Розташування
Починається на південно-східній стороні від Васьківців. Тече в північно-західному напрямку в межах сіл Рудня Осошня, Жовтневе та Звіздаль. З північної сторони села Звіздаль впадає в річку Звіздаль, праву притоку річки Уж.

## Притоки
- Зайчик — ліва притока. Починається у Вилах. Тече переважно на північний захід через села Буда-Голубієвичі, Голубієвичі і на південному заході від Васьківців впадає у Бучу[5].